# روح التوحيد رفض عبودية غير الله
روح التوحيد رفض عبودية غير الله (بالفارسية: روح توحید نفی عبودیت غیر خدا)؛ هو كتاب باللغة الفارسية من تأليف علي خامنئي المرشد الأعلى للثورة الإسلامية في إيران. طبع الکتاب في دار الثقافة الإسلامية عام 1982. ثم تَُرجم إلی العربية وطبع في دار الولاء للطباعة والنشر والتوزيع عام 2003.
يركز خامنئي في هذا الکتاب على معنى التوحيد الحقيقي لله وذلك يعني نفي عبودية غير الله، من خلال تعريف دقيق لمفهوم التوحيد وأبعاد وجوانب هذا المفهوم وكلّها في ضوء الآيات القرآنية.
وهذا الكتاب هو واحد من العديد من المطبوعات الإسلامية الذي ترجم إلى لغات مختلفة ووزّع في جميع أنحاء العالم.

## مضمون الكتاب
يرسم الكتاب في البداية، الهيكلية العامة للفكر الإسلامي في ضوء الآيات الإلهية، ويبین مفهوم التوحيد والمعارف الإسلامية لا بوصفها قضايا مجردة وذهنية، ولا على شكل فلسفة عقلية محضة، بل يعالجها باعتبارها أموراً ذات صلة بالحياة الاجتماعية، كما تطرحها كل الرسالات الإلهية في التاريخ.
ففي القسم الأول من الكتاب يقدّم تعريف دقيق لمسألة الإيمان بالله، ويشير فيها إلى الصلة بين الإيمان والعمل، وكذلك البشائر التي وعد بها المؤمن و كل هذه المفاهيم ترتكز على الآيات القرآنية.
ويختص القسم الثاني بقضية التوحيد و يشير فيها إلى الإيديولوجية الإسلامية، وحصر العبادة و العبودية بالله، ونفي عبادة سوى الله، ورفض الحياة الطبقية، والتأثير المعنوي للتوحيد .
وفي القسم الثالث يتناول مسألة النبوة ويشمل فلسفة النبوة، والبعثة، وأهداف النبوة، و... الخ.
ثم يشير الكتاب إلى أبعاد وجوانب مفهوم التوحيد العميق في ضوء الآيات الإلهية. والأبعاد هي:
1. التوحيد من حيث التصورأو وحدة جميع أجزاء العالم وانسجامه (نظرة إجمالية للوجود والحياة).
2. التوحيد من زاوية فهم الإنسان ويعني وحدة أبناء البشر والتساوي بينهم في ارتباطهم بالله.[3]
3. التوحيد من حيث الأساليب الاجتماعية، والاقتصادية، والسياسية، أو سلب ولاية غير الله على حياة البشر .[4][5]

و اخيراً يعرّف الشرك كأساس للانحراف و يشير إلى ابعاده و جوانبه المختلفة.

## ترجماته
تم ترجمة الكتاب إلى لغات عديدة منها:
- عرَّب الكتاب محمد علي حسين في عام 2003.
- وترجمه حسن نجفي بالإنجليزي بعنوان Essence of Tawhid: Denial of Servitude but to God.[7]
- وايضاً تُرجم إلى الفرنسية بعنوان L'esprit du monotheisme: le rejet de l'adoration de tout ce qui n'est pas Dieu.
- وتُرجم إلى التركية بعنوان Tevhi'd'in Ruhu: Allah'dan Gayrisine Kullugu Ibadeti Reddetmek.
- وتُرجم إلى المانية بعنوان dar geist des monotheismus die ablehnung der gotzenanbetung.

وايضا ترجم إلى لغة سواحلية و تاميلية .

## اقرأ ايضاً
- کتاب الأربعون حديثا تأليف روح الله الخميني.
- كتاب الفقه للمغتربين تأليف علي السيستاني.
- كتاب الأصول الأربعة في علم الرجال تأليف علي خامنئي.
- كتاب فلسطين في فكر الإمام خامنئي تأليف سعيد صلح ميرزائي.

## وصلات خارجية
- روح التوحيدرفض عبودية غير الله.
- ترجمة الكتاب باللغة الإنجليزية.